# Antenne Kärnten

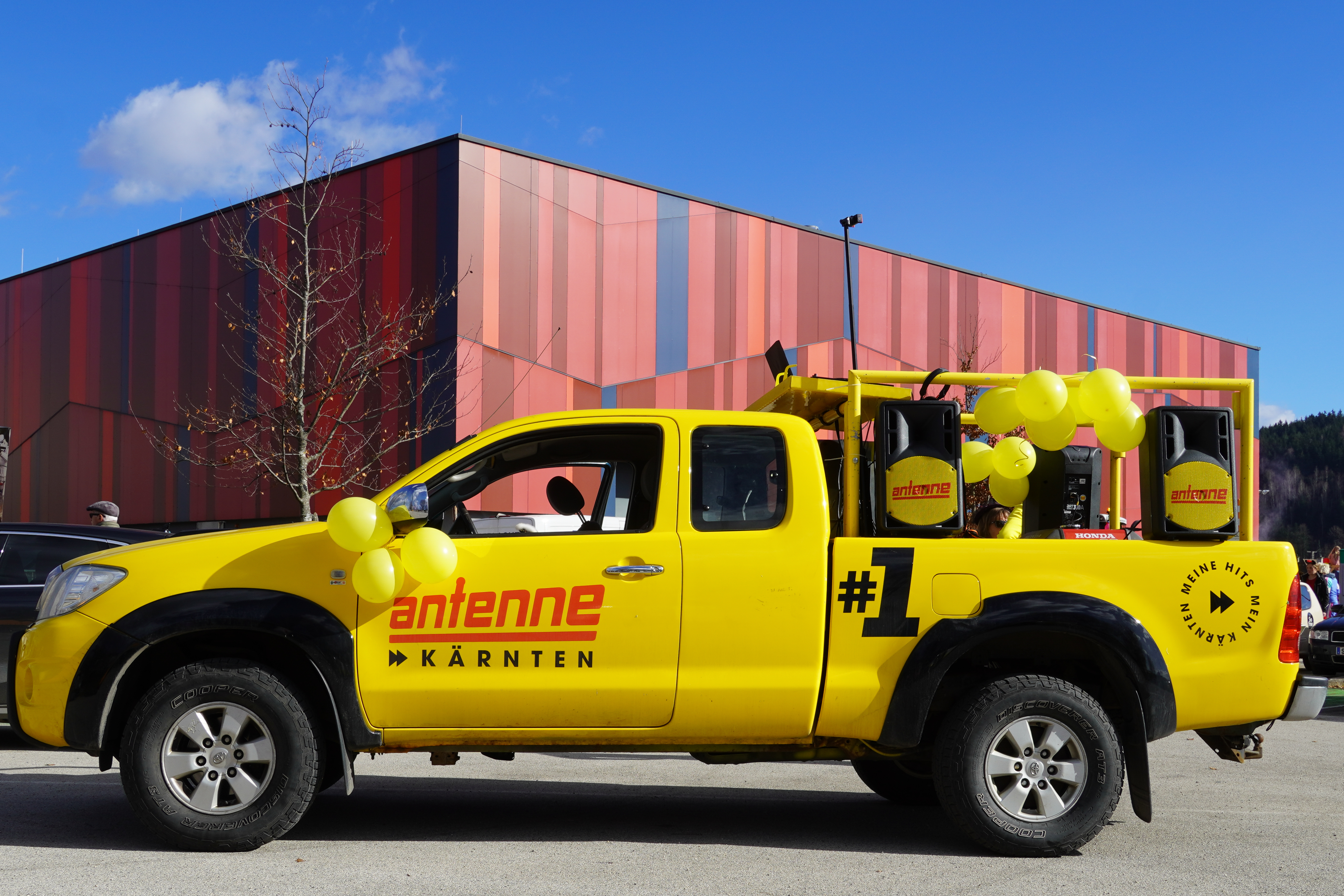

Antenne Kärnten ist ein privater Hörfunksender mit Sitz in Klagenfurt. Der Hörfunksender wurde 1998 als erstes Privatradio in Kärnten gegründet. Die vollständige Firmenbezeichnung lautet „Antenne Kärnten Regionalradio GmbH“. Diese GmbH wiederum ist Teil der Styria Media Group in Graz. Programmchef ist Timm Bodner.
Der Sender erreicht laut Radiotest 2022 mehr als 120.000 Hörer (ab 10 Jahren) täglich. Das Alter der Kernzielgruppe liegt zwischen 14 und 49 Jahren.

## Sonstiges
Schwestersender von Antenne Kärnten ist die Antenne Steiermark die als erstes Privatradio Österreichs 1995 gestartet ist. Beide Radiosender gehören der Styria Media Group an, die in Kärnten und in der Steiermark auch die Kleine Zeitung verlegt.

## Moderatoren
- Ben Maruschek
- Pia Pipal
- Eva Nowak
- Miriam Klinger
- Philipp Renner
- Kerstin Poscheschnig
- Alex (Alexander) Streicher
- Clemens Bärnthaler

## Redaktion
- Melanie Vejnik
- Valentina Prugger
- Elisa Karner
- Selina Uran
- Kartin Pototschnig
- Julia Ulbricht
- René Detomaso

## Empfang
- Hauptfrequenz 104,9 MHz (auf dem Dobratsch)
- Spittal an der Drau 107,4 MHz (auf dem Goldeck)
- Wolfsberg 104,3 MHz (auf der Koralpe)
- Brückl 96,1 MHz
- Steuerberg 102,1 MHz
- Friesach 101,1 MHz
- Gmünd 95,7 MHz

Über DAB+ und im Kabel z. B. bei RKM (Regional Kabel TV Mölltal) 105,3 MHz
2004 erhielt man von der RTR die Lizenz für die 95,7 MHz in Gmünd/Schloßbichl.

## Jingles / Soundfiles
- Antenne Kärnten Jingles zum Relaunch am 28. Jänner 2008 (MP3; 6,3 MB)